# El Sauz, Hidalgo
El Sauz är en ort i Mexiko.   Den ligger i kommunen Cardonal och delstaten Hidalgo, i den sydöstra delen av landet, 130 km norr om huvudstaden Mexico City. El Sauz ligger 2 020 meter över havet och antalet invånare är 480.
Terrängen runt El Sauz är kuperad. Runt El Sauz är det ganska tätbefolkat, med 60 invånare per kvadratkilometer. Närmaste större samhälle är Ixmiquilpan, 18,3 km sydväst om El Sauz. Trakten runt El Sauz består i huvudsak av gräsmarker.